# Buglossoides gastonii
Buglossoides gastonii är en strävbladig växtart som först beskrevs av George Bentham, och fick sitt nu gällande namn av Ivan Murray Johnston. Buglossoides gastonii ingår i släktet sminkrötter, och familjen strävbladiga växter. Inga underarter finns listade i Catalogue of Life.